# 弗雷克采伊鄉 (布勒伊拉縣)
44°53′40″N 28°05′02″E / 44.89444°N 28.08389°E
弗雷克采伊鄉（羅馬尼亞語：Comuna Frecăței, Brăila），是羅馬尼亞的鄉份，位於該國東南部，由布勒伊拉縣負責管轄，面積431平方公里，海拔高度3米，2007年人口1,607，人口密度每平方公里4人。